# Robert Navarro (Politiker)
Robert Navarro (* 1. Mai 1952 in Cuxac-d’Aude) ist ein französischer Politiker früher des Parti socialiste, heute als unabhängiger Linker.

## Leben
Navarro ist seit 2008 Mitglied des Regionalrates von Languedoc-Roussillon; 2010 bis 2014 war er dort erster Vizepräsident und führte 2014 nach dem Tod des Regionalratspräsidenten Christian Bourquin interimsweise die Geschäfte. Von 2001 bis 2004 war Navarro Mitglied im Stadtrat von Montpellier. 
Von 2004 bis 2008 war Navarro Abgeordneter im Europäischen Parlament. Seit 1. Oktober 2008 ist er Senator im Senat für das Département Hérault.
Navarro war Mitglied des Parti socialiste und Erster Sekretär der Partei im Département Hérault. Bei den Regionalwahlen 2010 kandidierte er auf der Liste des zuvor aus dem PS ausgeschlossenen Georges Frêche und wurde daher ebenfalls aus dem PS ausgeschlossen. Er gehörte allerdings im Senat weiter der Fraktion des PS an und führte auch weiterhin die Fraktion des PS im Regionalrat von Languedoc-Roussillon. Im April 2011 erstattete der PS Anzeige gegen Navarro wegen Untreue, unter anderem wegen abgerechneter privater Reisen, auch für Familienangehörige. Im März 2012 hob der Senat die Immunität von Navarro auf.
Bei den Vorwahlen des PS und bei der Präsidentschaftswahl 2012 selbst unterstützte Navarro François Hollande.
Nach seiner Wiederwahl in den Senat 2014 schloss sich Navarro nicht wieder der Fraktion des PS an, sondern ist nun unabhängiger Senator. Bei einer Neugruppierung der sozialistischen Fraktion im Regionalrat im Vorfeld der Wahl des Regionalratspräsidenten Damien Alary im September 2014 verlor er deren Mitgliedschaft und wurde auch nicht wieder Vizepräsident des Regionalrates.